# Gongombili-Gongoné
Pour les articles homonymes, voir Gongombili et Gongoné.
Gongombili-Gongoné est une localité située dans le département de Gaoua de la province du Poni dans la région Sud-Ouest au Burkina Faso.

## Santé et éducation
Gongombili-Gongoné accueille un centre de santé et de promotion sociale (CSPS) tandis le centre hospitalier régional (CHR) de la province se trouve à Gaoua.